# 勝川春山

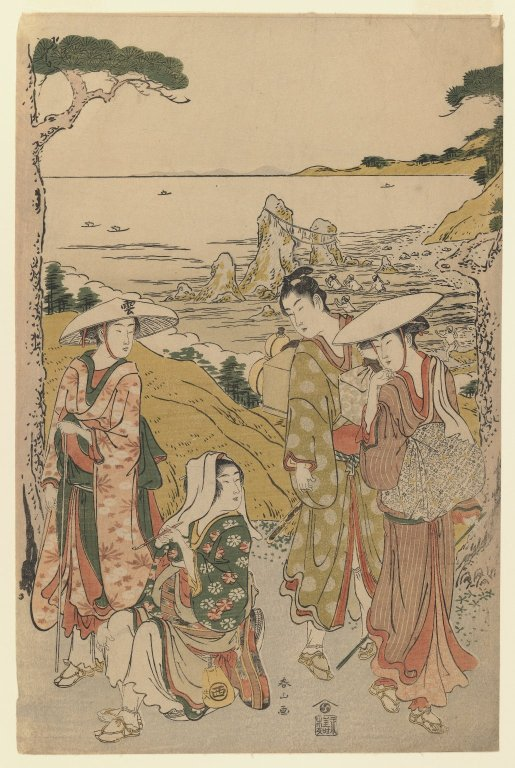
「太々講二見ヶ浦美人集」　3枚続の内、春山画。ブルックリン美術館蔵。

勝川 春山（かつかわ しゅんざん、生年不明 - 天保12年4月7日〈1841年5月27日〉）とは、江戸時代の浮世絵師。

## 来歴
勝川春章の門人とされるが、実際には春章門下の勝川春英に絵の教えを受けたという。本姓は大関、俗名文吉。勝川を称して天明から寛政にかけて美人画などの錦絵を残した。春山の描く長身の美人画には春章の作風などとは異なり、鳥居清長の影響が強く見られる。一時期、寿香亭吉信の門人となり泉昌有と称したが、のちにまた春山の名に戻った。墓所はもと本郷丸山の本妙寺の子院妙雲院にあったが、妙雲院は本妙寺と合併し豊島区に移転している。法名は如是院皆悟日眼信士。

## 作品

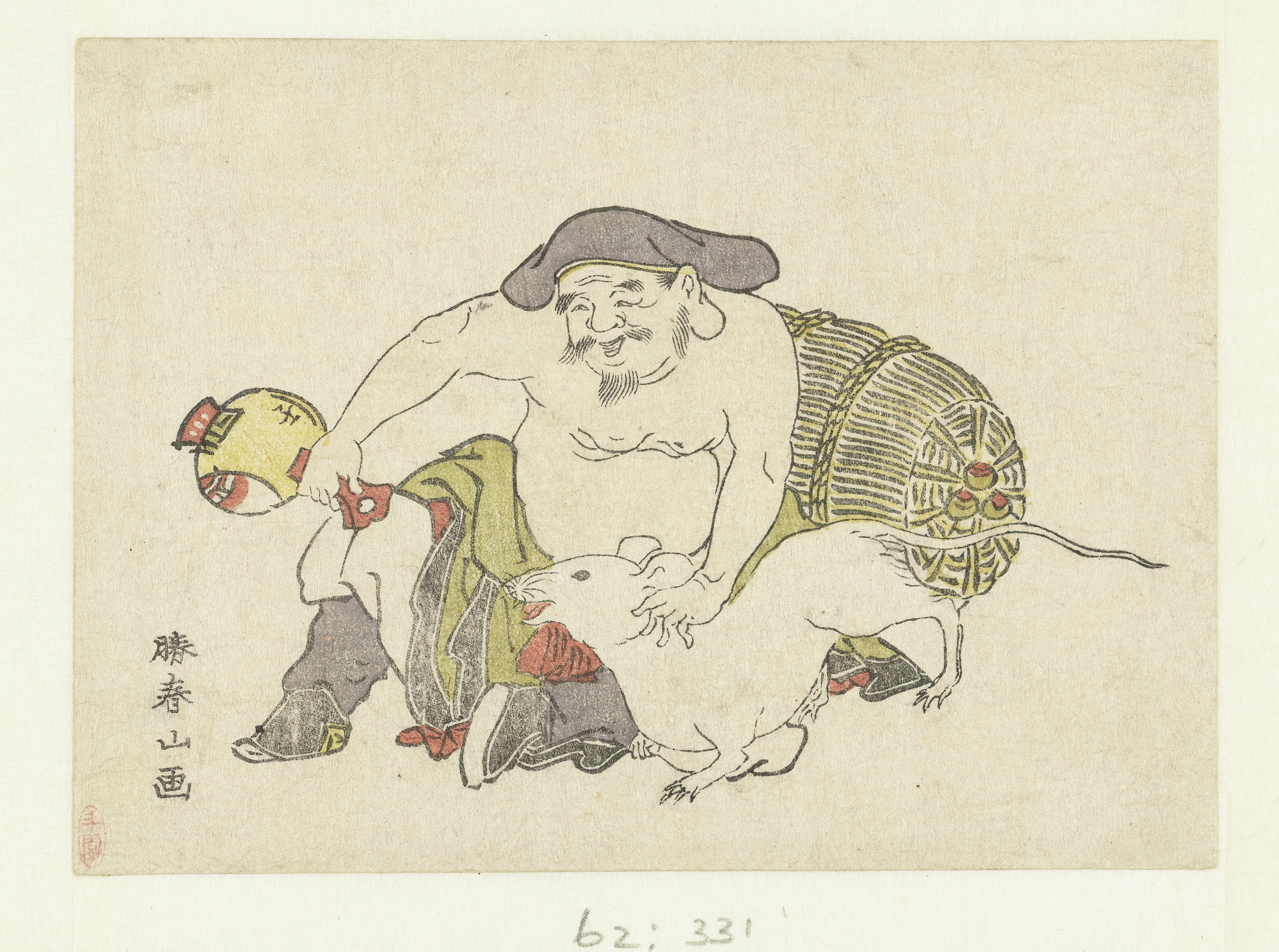
「大黒天と白ねずみ」　寛政4年（1792年）の絵暦。春山画。アムステルダム国立美術館蔵。

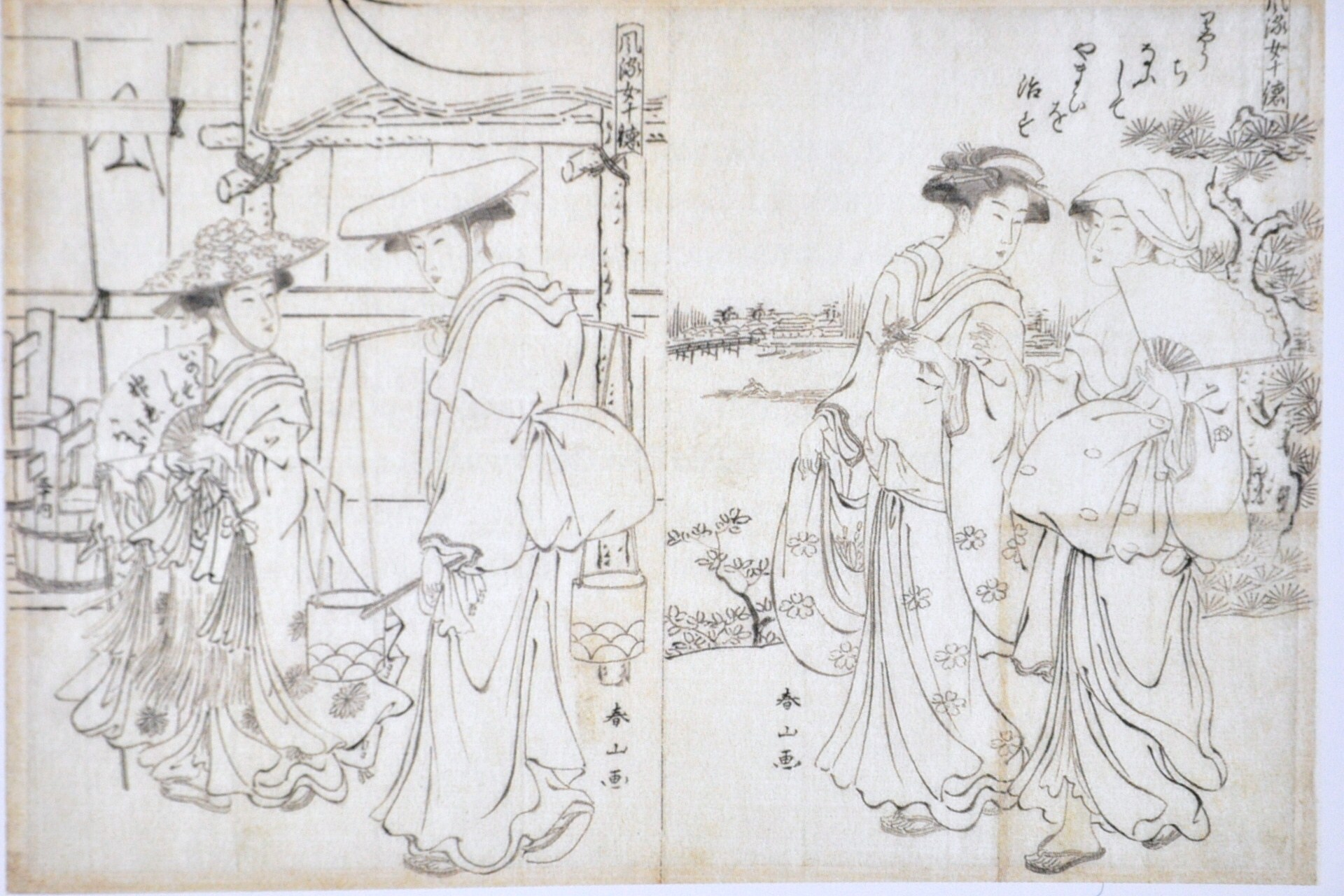
「風流女十徳」　下絵、天明頃。春山画。

- 「海道名物志　さつた山」　中判錦絵　東京都立図書館所蔵
- 「金竜山仁王門」　大判錦絵3枚続　国立国会図書館所蔵[1]
- 「淀川堤八幡参りの図」　大判錦絵3枚続　東京国立博物館所蔵
- 「太々講二見浦美人集」　大判錦絵3枚続　同上所蔵
- 「大川端夜景」　大判錦絵3枚続　同上
- 「景清牢破り」　大判錦絵　同上
- 「碁盤忠信」　大判錦絵　同上
- 「雛形若菜の初模様・あふきや内春日野」　大判錦絵　シカゴ美術館所蔵